# Bernardsville
Bernardsville es un borough ubicado en el condado de Somerset en el estado estadounidense de Nueva Jersey. En el año 2010 tenía una población de 7,707 habitantes y una densidad poblacional de 606 personas por km².

## Geografía
Bernardsville se encuentra ubicado en las coordenadas 40°43′50″N 74°35′33″O / 40.73056, -74.59250.

## Demografía
Según la Oficina del Censo en 2000 los ingresos medios por hogar en la localidad eran de $104,162 y los ingresos medios por familia eran $126,601. Los hombres tenían unos ingresos medios de $91,842 frente a los $50,732 para las mujeres. La renta per cápita para la localidad era de $69,854. Alrededor del 2.3% de la población estaba por debajo del umbral de pobreza.